# 刘培根
刘培根，中华人民共和国政治人物、外交官。1995年，接替徐贻聪，担任中华人民共和国驻古巴大使。1999年，由王成家接任。